# 笹原和也
笹原 和也（ささはら かずや、1971年 - ）は、日本のアニメーション監督、CGデザイナー、CGディレクター。コロプラ所属。石川県出身。

## 来歴
武蔵野美術大学を中退、金子満の授業をきっかけに3DCGを始める。1995年にソニー・ミュージックエンタテインメント主催の「デジタル・エンタテインメント・プログラム」でベストアワード受賞。1997年に有限会社笹原組を設立（2002年4月に株式会社アニマに名称変更）。
講師を勤め、書籍を出すなど教育熱心なCGクリエーター。制作にLightWave 3Dなどを使っており、同ソフトウェアの日本における知名度に影響を与えた。
2010年12月末日をもってアニマの取締役を退任し、映像制作会社のILCAに移籍した。
2011年CGやVFXの分野でのめざましい成果に与えられる全米視覚効果協会主催の第9回VESアワードのショートアニメーション部門に、自身の監督作『CAT SHIT ONE －THE ANIMATED SERIES－』がノミネートされた。
2014年、自身が原案となるテレビアニメ『風雲維新ダイ☆ショーグン』（TOKYO MX他）が発表され、同遊技機『CR風雲維新ダイ☆ショーグン』のCG映像演出のディレクターも務める。
2015年11月Great Revolution Dai-Shogun 【風雲維新ダイショーグン】Reboot Teaser trailerを公開。翌12月にはGreat Revolution Dai-Shogun 【風雲維新ダイショーグン】　Reboot 2nd Trailerを続けて公開し、クラウドファンディングでの資金調達の計画を発表した。

## ゲーム
- バイオハザード CODE:Veronica （ムービー・制作）
- ドラッグオンドラグーン （劇中ムービー・ディレクション）
- どろろ （オープニングムービー・ディレクション）
- ベルセルク 千年帝国の鷹（ミレニアム・ファルコン）篇 聖魔戦記の章　（全てのムービー・プロデュース）
- ベルアイル （プロモーションムービー・ディレクション）
- ヘビーメタルサンダー （ムービー・監督）
- 忍道 戒 （オープニングムービー・監督）
- プロジェクト シルフィード （ムービー・監督）
- お姉チャンバラVortex （ムービー・監督）
- CARAVAN STORIES（ムービー・監督）

## 映画
- CAT SHIT ONE -THE ANIMATED SERIES- （脚本、監督）

## アニメ
- 風雲維新ダイ☆ショーグン （企画原案）

## 特撮
- 超光戦士シャンゼリオン （CG）

## 書籍
- LightWave3Dでいこう!（1999年） ISBN 9784893697066
- LightWaveでいこう! （2001年） ISBN 9784893698940
- LIGHTWAVEでいこうぜ!（2003年） ISBN 9784893699497

## その他
- NHK番組ポップジャム、オープニングエンディングアニメーション制作（1997年）
- メディアジャグラー発売、CD-ROM、3Dワークショップ、エヴァンゲリオン 編CGコンテンツ制作 （1997年）
- インターネットマニア表紙 （1997年）
- 「男の嘘を見抜く本」表紙 （1997年）
- 松たか子、後藤真希のPVCGムービー